# Онищенко Євгенія Іванівна
Євге́нія Іва́нівна Они́щенко (* 10 травня 1930) — радянський, український економіст. Заслужений економіст України. Кавалер ордена «За заслуги» III ступеня (2000).

## Життєпис
В 1992—1993 роках працювала фінансовим директором, у 1993—1994 — проректором з фінансів та економіки, 1994—2000 роки — віце-президент Києво-Могилянської академії.
1997 року пішла на пенсію.
В квітні 2000 нагороджена орденом княгині Ольги 3-го ступеня.
Написала спогади «Воскресіння академії: Спогади про відродження Києво-Могилянської академії та його учасників.» — 2004.